# ویلیام پلات
ویلیام پلات (انگلیسی: William Platt; ۱۴ ژوئن ۱۸۸۵ – ۲۸ سپتامبر ۱۹۷۵) فرد نظامی اهل بریتانیا بود. وی همچنین برندهٔ جوایزی همچون نشان امپراتوری بریتانیا و نشان حمام شده‌است.